# Bukit Mengkirai
Bukit Mengkirai is een bestuurslaag in het regentschap Langkat van de provincie Noord-Sumatra, Indonesië. Bukit Mengkirai telt 1029 inwoners (volkstelling 2010).